# Melarde
Melarde (en asturiano y oficialmente: Melardi) es una localidad del  concejo de Piloña que pertenece a la  parroquia de Villamayor (Principado de Asturias).
Está situada a una altitud de 280 m s. n. m. En el año 2020 tenía una población aproximada de 59 personas (INE, 2020) repartidas entre 40 viviendas (SADEI, 2010), si bien algunas de estas están deshabitadas. Dista 5 km de la capital del municipio Infiesto.